# Ceremonia de închidere a Jocurilor Olimpice de vară din 2016
Ceremonia de închidere a Jocurilor Olimpice de vară din 2016 a avut loc pe 21 august 2016, între orele 20:00 și 22:50 BRT, pe Stadionul Maracanã, Rio de Janeiro, Brazilia. 
Conform protocolului olimpic tradițional, ceremonia a inclus prezentări culturale atât din țara gazdă (Brazilia), cât și din cea care urma să găzduiască următoarea ediție a Jocurile Olimpice (Japonia), precum și declarații de încheiere ale președintelui Comitetului Olimpic Internațional (IOC) Thomas Bach și ale liderului comitetului de organizare al Jocurilor, Carlos Arthur Nuzman, predarea oficială a drapelului olimpic de la primarul orașului Rio de Janeiro Eduardo Paes guvernatorului de la Tokyo,Yuriko Koike, al cărui oraș a găzduit Jocurile Olimpice de vară din 2020, și la final stingerea flăcării olimpice. 

## Locul de desfășurare
Pentru Cupa Mondială FIFA 2014, Jocurile Olimpice și Paralimpice din 2016 a fost inițiat un proiect major de reconstrucție a Stadionului Maracanã.  Acoperișul de beton al stadionului a fost îndepărtat și înlocuit cu fibră de sticlă acoperită de politetrafluoretilenă. Noul acoperiș acoperă 95% din locurile din interiorul stadionului, spre deosebire de design-ul anterior, în care erau acoperite doar unele locuri.